# Thalictrophorus thalictrophilus
Thalictrophorus thalictrophilus är en insektsart. Thalictrophorus thalictrophilus ingår i släktet Thalictrophorus och familjen långrörsbladlöss. Inga underarter finns listade i Catalogue of Life.